# 長野堰サイクリングロード
長野堰サイクリングロード（ながのぜきさいくりんぐろーど）とは、群馬県高崎市の東を流れる井野川と西を流れる烏川の間を貫流する大規模な農業用水路の長野堰用水の堤防上を走るサイクリングロード。

## 概要
起点
群馬県高崎市末広町（高崎市文化会館付近）
終点
群馬県高崎市我峰町（群馬県道26号我峰橋付近）
総延長
5.8km
管理
高崎市

## 交差する主な道路
- 群馬県道25号高崎渋川線
- 国道17号
- 高崎市道高崎環状線

## 沿線の観光名所・施設
- 高崎市文化会館

## 走行上の注意
- 高崎市街地は堰を暗渠にしてその上を走行する。
- 一部区間は自動車も走行可能。
- 交差する道路は全てが平面交差。
- 一部は烏川・榛名白川サイクリングロードと途中で結合し周遊道路になっている。